# Bnei Atarot
Bnei Atarot (tiếng Do Thái: בְּנֵי עֲטָרוֹת) trước đây Wilhelma, là một Moshav ở quận trung tâm Israel gần Yehud, mười lăm cây số về phía đông của Tel Aviv. Nằm trong một vùng đồng bằng màu mỡ ở rìa đô thị Tel Aviv, gần Sân bay quốc tế Ben Gurion.

## Lịch sử
Ngôi làng từng được gọi là Wilhelma này được thành lập bởi Hiệp hội những người theo đạo Mẫu, một người theo đạo Tin lành của Đức theo phái Anabaptist, những người định cư đến đây vào năm 1902, đã xây dựng nhà cửa và trồng ngũ cốc cũng như trái cây họ cam quýt. Họ đã bị trục xuất vào cuối Thế chiến II đến Úc hoặc Đức và được thay thế vào năm 1948 bởi những người định cư Do Thái từ Atarot, một ngôi làng định cư bị tàn phá bởi Quân đoàn Ả Rập, từ đó có tên mới, và từ những người định cư từ Neharim ở Thượng Galilee và các kibbutz của Be'erot Yitzhak trong Negev. Ngôi làng vẫn giữ được đặc điểm nông nghiệp của nó và hầu hết các ngôi nhà của người Đức đã được bảo tồn. Tuy nhiên, gần đây Tel Aviv đã biến nó thành một khu vực ngoại ô.